# データ・プロセッシング・ユニット

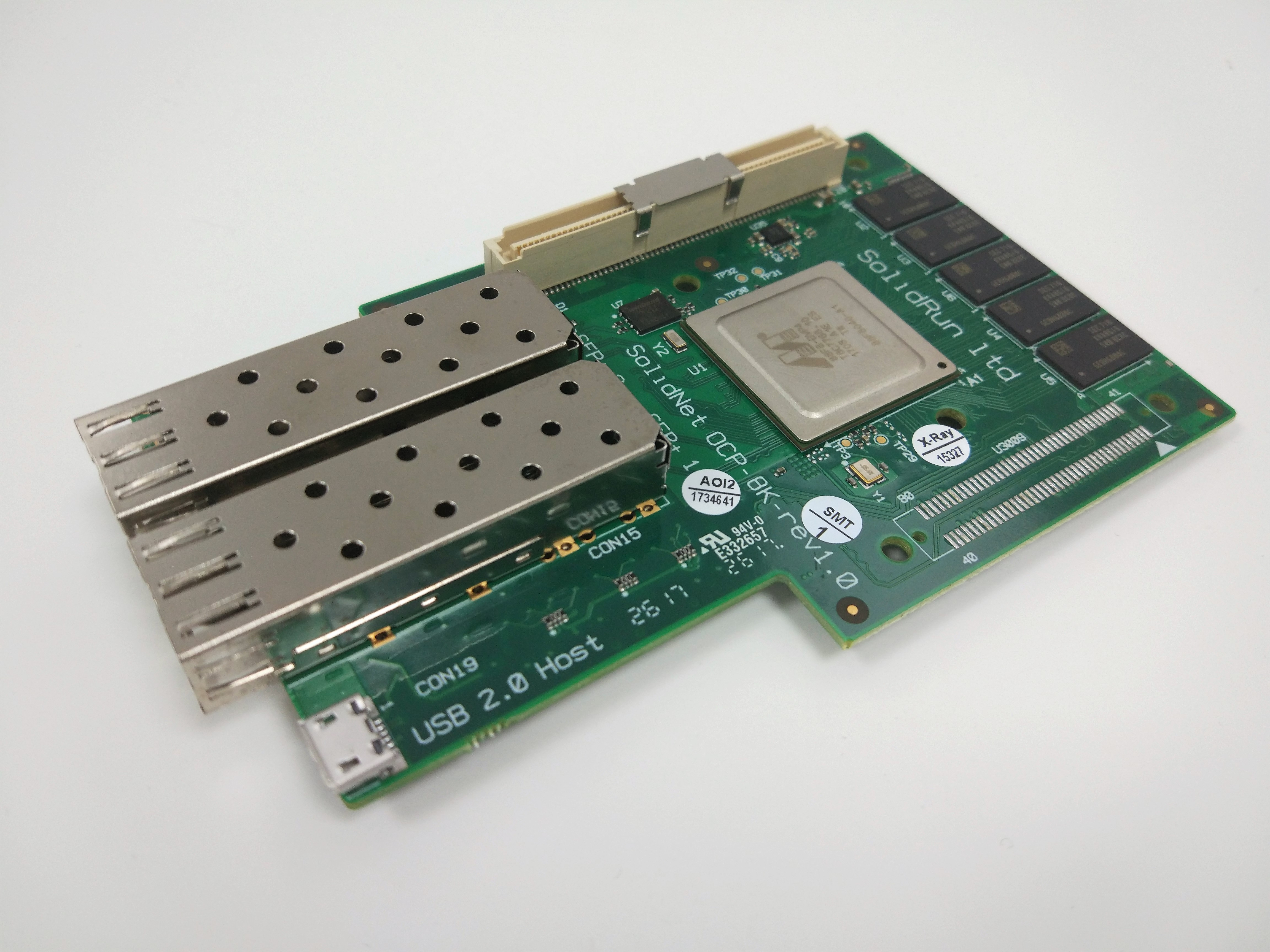
SolidRunのSolidNet OCP-8K SmartNIC

データ・プロセッシング・ユニット（英語: data processing unit、DPU）は、汎用CPUとネットワーク・インターフェイス・ハードウェアを緊密に統合したプログラム可能なコンピューター・プロセッサーである。「IPU」（「インフラストラクチャ・プロセッシング・ユニット」の略）または「SmartNIC」と呼ばれることもある。これらを従来のNICの代わりに使用すると、メインCPUの複雑なネットワーク責任やその他の「インフラストラクチャ」処理を軽減できる。DPUが提供する機能は様々だが、暗号化/復号化の実行、ファイアウォールとしての機能、TCP/IPの処理、HTTPリクエストの処理、さらにはハイパーバイザーやストレージ・コントローラーとして機能するために使用される場合もある。これらのデバイスを利用することで、サーバーがこれらのタスクに大量のCPU時間を費やし、ゲストに提供できるサイクルを消費してしまうのを避けられる可能性があるため、クラウドコンピューティング・プロバイダーを引き付けている。